# Bekka Bramlett
Bekka Bramlett (født 19. april 1968) er en amerikansk sanger, og er datter af Delaney Bramlett og Bonnie Bramlett. Bramlett har især optrådt som backing musiker under tourneer og som session-musiker.
Bramlett sang i 1992 for Mick Fleetwoods gruppe The Zoo på deres album Shakin the Cage og blev senere samme år medlem af Fleetwood Mac efter at Stevie Nick havde forladt gruppen. Hun var medlem af gruppen frem til dens opløsning i 1995 og skrev flere numre til gruppens album Time.
Hun har siden indspillet med bl.a. Joe Cocker og Vince Gill. I 1997 udgav hun et album, Bekka & Billy med Billy Burnette.
Bramlett har som session-musiker bl.a. indspillet med Faith Hill, Kenny Rogers, Rita Coolidge, Bad Company, Buddy Guy, Jim Horn, Jamie O'Neal, Joe Cocker, Vince Gill, Dwight Yoakam, Tanya Tucker, Etta James og sin far Delaney Bramlett. Hun indspiller i foråret 2006 med sin mor, Bonnie Bramlett.